# 102 Echte Dalmatiërs
102 Echte Dalmatiërs (originele titel 102 Dalmatians) is een Amerikaanse film uit 2000. Het is een vervolg op de film 101 Dalmatiërs uit 1996.
De film werd geregisseerd door Kevin Lima. Glenn Close speelt in deze film voor de tweede keer de rol van Cruella De Vil, en Tim McInnerny voor de tweede keer de rol van Alonzo, maar voor de rest keren geen van de acteurs en actrices vanuit de vorige film in deze film terug.

## Verhaal
Na drie jaar wordt Cruella De Vil uit de gevangenis vrijgelaten. Ze heeft een speciale therapie ondergaan om haar te genezen van haar bontmanie. Aanvankelijk lijkt dit te hebben gewerkt. Ze verandert haar naam naar Ella en gaat zich inzetten voor het goede doel. Zo besluit ze twee mannen te helpen bij een hondenopvang. Het gaat echter fout wanneer blijkt dat de therapie ongedaan gemaakt wordt onder invloed van een speciaal geluid, zoals de klok van de Big Ben. Door het geluid van de klok wordt Cruella weer haar oude zelf en ze begint terug plannen te smeden om alsnog een bontmantel van dalmatiërvacht te kunnen krijgen.
Cruella huurt de Fransman Jean-Pierre Le Pelt en haar dienaar Alonzo in om nieuwe puppy's voor haar te vinden. De drie proberen bovendien Kevin Shepherd, de eigenaar van de hondenopvangcentrum, de diefstal van deze puppy's in de schoenen te schuiven. Kevin kan aan de politie ontkomen en ontmoet Chloë Simon, een dame die nu een van de honden bezit die in de vorige film door Cruella was gestolen. Samen reizen ze Cruella, Jean-Pierre en Alonzo achterna naar Parijs.
Cruella vergeet een dalmatiër: Oddball, een dalmatiër zonder vlekken. Dankzij Oddball kunnen de andere puppy's ontsnappen, en keren zich tegen Cruella. Cruella en Jean-Pierre worden gearresteerd, maar Alonzo blijft op vrije voeten. En omdat dit de tweede keer is dat Cruella de fout is in gegaan, moet Alonzo al haar geld aan Kevins hondenopvangcentrum doneren.

## Rolverdeling
| Acteur           | Personage                      | Nederlandse stem   |
| ---------------- | ------------------------------ | ------------------ |
| Glenn Close      | Cruella De Vil                 | Marjolijn Touw     |
| Gérard Depardieu | Jean-Pierre Le Pelt            | Fred Meijer        |
| Ioan Gruffudd    | Kevin Shepherd                 | Ruud Drupsteen     |
| Alice Evans      | Chloë Simon                    | Ingeborg Wieten    |
| Tim McInnerny    | Alonzo                         | Serge-Henri Valcke |
| Ian Richardson   | Mr. Torte                      | Paul van Gorcum    |
| Ben Crompton     | Ewan                           | Freerk Bos         |
| Eric Idle        | Waddlesworth, de Ara (stemrol) | Bram Bart          |
| David Horovitch  | Dr. Pavlov                     | Rob van de Meeberg |

## Achtergrond
De oorspronkelijke werktitel voor de film was 101 Dalmatians Returns. In december 1998 werd aan de productie begonnen en in november 1999 was de film klaar. Hij zou aanvankelijk op 30 juni 2000 uitkomen, maar de première werd uitgesteld tot 22 november.
De gevangenis van Oxford werd gebruikt voor de scène waarin Cruella uit de gevangenis wordt ontslagen. Verder vonden veel opnamen plaats in Parijs.
De film bracht in totaal 183.611.771 dollar op, beduidend minder dan de opbrengst van de vorige film.

## Prijzen en nominaties
Prijzen (2001)
- De Bogey Award

Nominaties (2001)
- De Oscar voor beste kostuumontwerp (Anthony Powell)
- De Golden Trailer Award voor origineelste trailer
- De Golden Satellite Award voor beste acteerprestaties - Actrice (Glenn Close)